# Dendrobium mannii
Dendrobium mannii är en orkidéart som beskrevs av Henry Nicholas Ridley. Dendrobium mannii ingår i släktet Dendrobium, och familjen orkidéer. Inga underarter finns listade i Catalogue of Life.